# Bernard Parker
Bernard Parker (Boksburg, Gauteng, Sudáfrica, 16 de marzo de 1986) es un exfutbolista sudafricano. Jugaba como mediocampista ofensivo o delantero y su último fue el TS Galaxy FC de la Premier Soccer League de Sudáfrica. Fue internacional con la selección de fútbol de Sudáfrica.

## Trayectoria
Parker hizo su debut profesional en las filas del Hellenic FC, equipo que posteriormente sería renombrado como Benoni Premier United y luego a Thanda Royal Zulu. Permaneció en Durban con el Thanda hasta principios de 2009, cuando fue transferido con los antiguos ganadores de la Copa de Europa, el Estrella Roja de Belgrado de Serbia. A partir del 8 de julio de 2009, se trasladó al FC Twente de la Eredivisie de los Países Bajos. El costo de la transferencia fue de 1 millón de euros. El 18 de enero de 2011 fue prestado al Panserraikos para luego retornar al Twente luego del fin de la temporada 2010/11 de Grecia. Clubes suecos como el Malmö FF y el Helsingborgs IF, así como el Kaizer Chiefs de su propio país, mostraron su interés en Parker quien finalmente firmó por este último.

## Selección nacional
Con la selección de Sudáfrica ha disputado 39 partidos internacionales, marcando 23 goles desde su debut ante Malawi en 2007. Anotó su primer gol en 2008, precisamente ante el mismo equipo. En la Copa FIFA Confederaciones 2009 protagonizó una jugada curiosa en el partido de su selección frente a Irak. A pocos minutos del final un cabezazo de Kagisho Dikgacoi iba con destino a convertirse en el gol de la victoria. Bernard Parker estaba en la trayectoria entre el balón y la red, evitando el gol para Irak sin quererlo. Posteriormente se reivindicó al marcar los dos goles con los que Sudáfrica superó a Nueva Zelanda.
Fue convocado a la Copa Mundial de Fútbol de 2010 en la cual jugó dos partidos. Lamentablemente, Sudáfrica no pudo avanzar a los octavos de final tras empatar con México, perder con Uruguay y ganarle a Francia.
Para las eliminatorias de Brasil 2014, anotó un autogol que terminó con las posibilidades de clasificar al mundial.

### Participaciones con la selección
| Torneo                                  | Sede              | Resultado        | Partidos | Goles |
| --------------------------------------- | ----------------- | ---------------- | -------- | ----- |
| Copa FIFA Confederaciones 2009          | Sudáfrica         | Cuarto lugar     | 5        | 2     |
| Copa Mundial de Fútbol de 2010          | Sudáfrica         | Primera fase     | 2        | 0     |
| Copa Africana de Naciones de 2013       | Sudáfrica         | Cuartos de final | 4        | 0     |
| Campeonato Africano de Naciones de 2014 | Sudáfrica         | Primera fase     | 3        | 4     |
| Copa Africana de Naciones de 2015       | Guinea Ecuatorial | Primera fase     | 2        | 0     |

## Clubes
| Club                  | País         | Año         |
| --------------------- | ------------ | ----------- |
| Hellenic FC           | Sudáfrica    | 2004 - 2005 |
| Benoni Premier United | Sudáfrica    | 2005 - 2007 |
| Thanda Royal Zulu     | Sudáfrica    | 2007 - 2008 |
| Estrella Roja         | Serbia       | 2009        |
| Twente                | Países Bajos | 2009 - 2011 |
| Panserraikos          | Grecia       | 2011        |
| Kaizer Chiefs         | Sudáfrica    | 2011 - 2022 |
| TS Galaxy FC          | Sudáfrica    | 2022 - 2024 |

## Palmarés

### Campeonatos nacionales
| Título                        | Club          | País         | Año  |
| ----------------------------- | ------------- | ------------ | ---- |
| Eredivisie                    | Twente        | Países Bajos | 2010 |
| Supercopa de los Países Bajos | Twente        | Países Bajos | 2010 |
| KNVB Beker                    | Twente        | Países Bajos | 2011 |
| Premier Soccer League         | Kaizer Chiefs | Sudáfrica    | 2012 |
| Copa de la Liga de Sudáfrica  | Kaizer Chiefs | Sudáfrica    | 2012 |
| Premier Soccer League         | Kaizer Chiefs | Sudáfrica    | 2014 |
| Premier Soccer League         | Kaizer Chiefs | Sudáfrica    | 2014 |

### Copas internacionales
| Título      | Club (*)  | País            | Año  |
| ----------- | --------- | --------------- | ---- |
| Copa Cosafa | Sudáfrica | Distintas sedes | 2007 |

### Distinciones individuales
| Distinción                                   | Año  |
| -------------------------------------------- | ---- |
| Goleador del Campeonato Africano de Naciones | 2014 |

(*) Incluyendo la selección